# Dichaetomyia heteromma
Dichaetomyia heteromma este o specie de muște din genul Dichaetomyia, familia Muscidae, descrisă de Fritz Isidore van Emden în anul 1965.
Este endemică în Myanmar. Conform Catalogue of Life specia Dichaetomyia heteromma nu are subspecii cunoscute.